# Dobrolevo
Dobrolevo (bulgariska: Добролево) är ett distrikt i Bulgarien.   Det ligger i kommunen Obsjtina Borovan och regionen Vratsa, i den nordvästra delen av landet, 100 km norr om huvudstaden Sofia. Antalet invånare är 876.
Trakten runt Dobrolevo består till största delen av jordbruksmark. Runt Dobrolevo är det ganska glesbefolkat, med 45 invånare per kvadratkilometer.